# Resolutie 443 Veiligheidsraad Verenigde Naties
Resolutie 424 van de Veiligheidsraad van de Verenigde Naties  werd met veertien stemmen voor aangenomen op 14 december 1978, als laatste VN-Veiligheidsraadsresolutie van dat jaar. China nam niet deel aan de stemming.

## Achtergrond
Na geweld tussen de twee bevolkingsgroepen op Cyprus werd in 1964 de VN-vredesmacht UNFICYP op het eiland gestationeerd.

## Inhoud
De Veiligheidsraad:
- Neemt akte van het rapport van de secretaris-generaal over de VN-operatie in Cyprus.
- Bemerkt de overeenstemming onder de betrokkenen om de VN-vredesmacht met zes maanden te verlengen.
- Bemerkt ook dat de Cypriotische overheid ermee akkoord is om de macht na 15 december ter plaatse te houden.
- Herbevestigt resolutie 186.

1. Verlengt het mandaat van de VN-vredesmacht nogmaals tot 15 juni 1979.
2. Vraagt de secretaris-generaal zijn missie voort te zetten, de Veiligheidsraad op de hoogte te houden en tegen 31 mei 1979 te rapporteren.

## Verwante resoluties
- Resolutie 430 Veiligheidsraad Verenigde Naties
- Resolutie 440 Veiligheidsraad Verenigde Naties
- Resolutie 451 Veiligheidsraad Verenigde Naties
- Resolutie 458 Veiligheidsraad Verenigde Naties

Lijst ·  423 ·  424 ·  425 ·  426 ·  427 ·  428 ·  429 ·  430 ·  431 ·  432 ·  433 ·  434 ·  435 ·  436 ·  437 ·  438 ·  439 ·  440 ·  441 ·  442 ·  443